# Соматофілаки

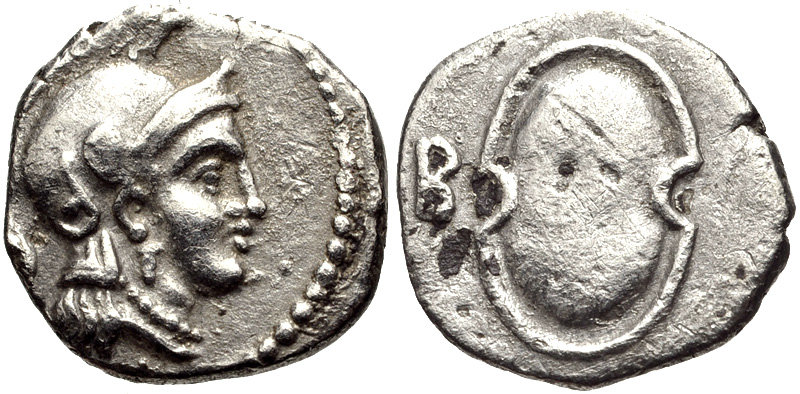
Монета Балакра, соматофілакса Олександра Македонського, як сатрапа Кілікії, з літерою «B» поруч із щитом, що означає B[AΛAKPOI]. Тарсос. 333—323 роки до нашої ери

Соматофілаки (грец. Σωματοφύλακες) були охоронцями високопоставлених осіб у Стародавній Греції.
Найвідомішими групами соматофілаків були соматофілаки Філіппа II Македонського та Александра Великикого. Вони складалися з семи чоловіків, набраних з македонської знаті, які також діяли як військові офіцери вищого рангу, займаючи командні посади, такі як стратег або хіліарх. Александр Великий призначив Певкеста восьмим соматофілаксом після облоги міста маллів.

## При Александрі Македонському
(Зауважте, що в деяких випадках цей список є спекулятивним і вчені заперечували б його. Наприклад, Гефестіон, ймовірно, не був названий так рано, як наведено нижче. Єдиний повний список охоронців Александра в першоджерелах міститься в Арріані (6.28.4), після надзвичайного призначення Певкести в Карманії.)
336—334
- Арістоній з Пелли, Лісімах, Піфон, Арібба, Балакр, Деметрій, Птолемей.

333,
- Арістон, Лісімах, Піфон, Арібба, Балакр, Деметрій, Гефестіон.

332
- Арістон, Лісімах, Піфон, Арібба, Менес з Пелли, Деметрій, Гефестіон.

331
- Арістон, Лісімах, Пейтон, Леоннат, Менес, Деметрій, Гефестіон.

330—327
- Арістоній, Лісімах, Піфон, Леоннат, Пердікка, Птолемей І Сотер, Гефестіон.

326—324
- Арістон, Лісімах, Піфон, Леоннат, Пердікка, Птолемей І Сотер, Гефестіон, Певкест

323
- Арістон, Лісімах, Піфон, Леоннат, Пердікка, Птолемей І Сотер, Певкест.

## Дивитися також
- Гетайри